# أوتليا أسطوانية
أوتليا أسطوانية (الاسم العلمي:Ottelia cylindrica) هي نوع من النباتات يتبع جنس الأوتليا من الفصيلة الحب المائية.